# Montreuil (Passo de Calais)
Montreuil ou Montreuil-sobre-o-Mar (em francês: Montreuil-sur-Mer) é uma comuna francesa na região administrativa de Altos da França, no departamento de Passo de Calais. Estende-se por uma área de 2,85 km², com  2 428 habitantes, segundo os censos de 1999, com uma densidade de 852 hab/km².